# 2017년 OFC 챔피언스리그
2017년 OFC 챔피언스리그(2017 OFC Champions League)는 오세아니아 국가의 최정상 팀이 참가하는 16번째 대회이자 현재의 OFC 챔피언스리그 구성으로는 11회째를 맞는 오세아니아 국가들의 클럽대항전이다. 오클랜드 시티가 팀 웰링턴을 합계 5-0으로 꺾고 우승을 차지하여, 아랍에미리트에서 열리는 2017년 FIFA 클럽 월드컵에 참가하게 된다.

## 대회 구성의 변화
오세아니아 축구 연맹은 2017년부터 대회 규모를 확장하기로 결정했다.
- 대회는 예선 라운드, 조별 리그, 준결승전, 결승전으로 구성된다.
- 지난 시즌까지는 예선 라운드에서 1위 팀만 본선에 진출했지만, 이번 시즌부터는 2위 팀도 함께 본선에 진출한다.
- 3개 조-12개 팀으로 구성되던 조별 리그는, 4개 조-16개 팀으로 확장된다.
- 준결승전과 결승전에서는 단판 승부에서 홈 앤드 어웨이의 방식으로 변경된다.

## 참가 팀
총 10개국 18개 팀이 참여한다.
- 상대적으로 발달된 7개의 협회에는 출전권을 각각 2장씩 배분하고, 조별 리그로 직행한다. (누벨칼레도니, 뉴질랜드, 바누아투, 솔로몬 제도, 타히티, 파푸아뉴기니, 피지)
- 그리고 나머지 4개의 '발전 중인' 협회에는 출전권을 각각 1장씩 배분하고, 예선 라운드를 거쳐 상위 2개 팀이 조별 리그로 진출한다. (사모아, 아메리칸사모아, 쿡 제도, 통가)

| 국가           | 팀                   | 출전 자격                                                            |
| 조별 리그 직행 | 조별 리그 직행       | 조별 리그 직행                                                       |
| -------------- | -------------------- | -------------------------------------------------------------------- |
| 피지           | 바 FC                | 2016 피지 내셔널 풋볼 리그 우승                                      |
| 피지           | 레와 FC              | 2016 피지 내셔널 풋볼 리그 준우승                                    |
| 누벨칼레도니   | AS 마장타            | 2015 누벨칼레도니 쉬페르 리그 우승                                   |
| 누벨칼레도니   | 이앙겐 스포르        | 2015 누벨칼레도니 쉬페르 리그 준우승                                 |
| 뉴질랜드       | 팀 웰링턴            | 2015-16 ASB 프리미어십 그랜드 파이널 우승                            |
| 뉴질랜드       | 오클랜드 시티 FC     | 2015-16 ASB 프리미어십 정규 시즌 우승                                |
| 파푸아뉴기니   | 레이 시티 드웰러스   | 2015-16 파푸아 뉴기니 내셔널 사커 리그 내셔널 챔피언스 리그 준우승   |
| 파푸아뉴기니   | 마당 FC              | 2015-16 파푸아 뉴기니 내셔널 사커 리그 퍼스트 스테이지 북부 리그 3위 |
| 솔로몬 제도    | 마리스트 FC          | 2016 솔로몬 제도 S-리그 우승                                         |
| 솔로몬 제도    | 웨스턴 유나이티드 FC | 2016 솔로몬 제도 S-리그 준우승                                       |
| 타히티         | AS 테파나            | 2015-16 타히티 리그 1 우승                                           |
| 타히티         | AS 상트랄 스포르     | 2015-16 타히티 리그 1 준우승                                         |
| 바누아투       | 말람파 리바이버스 FC | 2015 바누아투 VFF 내셔널 슈퍼 리그 준우승                            |
| 바누아투       | 에라커 골든 스타 FC  | 2016 PVFA 탑 4 슈퍼리그 우승                                         |
| 예선 라운드    |                      |                                                                      |
| 아메리칸사모아 | 우툴레이 유스        | 2015 FFAS 시니어 리그 우승                                           |
| 쿡 제도        | 푸아이쿠라 FC        | 2016 쿡 제도 라운드 컵 우승                                          |
| 사모아         | 루프 올레 소아가     | 2014–15 사모아 내셔널 리그 우승                                      |
| 통가           | 베이통고 FC          | 2016 통가 메이저 리그 우승                                           |

주
1. ↑  2017년 2월 2일, OFC는 파푸아뉴기니 축구 협회와의 팀 내 분쟁으로 인해 2015–16 파푸아 뉴기니 내셔널 챔피언스 리그 우승팀인 PRK 헤카리 유나이티드가 실격되었다고 발표했다.[3] 2017년 2월 8일, OFC는 헤카리 유나이티드의 자리를 2015-16 파푸아 뉴기니 내셔널 사커 리그 북부 리그 3위를 기록한 마당 FC가 대체할 것이라고 발표했다.[4]
2. ↑  2015 바누아투 내셔널 슈퍼 리그 우승팀 아미칼레 FC는 2016년 OFC 챔피언스리그에 참가했었다.

## 일정
이 대회의 일정은 아래와 같다.
| 단계                                               | 단계                                               | 단계                                               | 추첨 일정                           | 경기 일정 |
| -------------------------------------------------- | -------------------------------------------------- | -------------------------------------------------- | ----------------------------------- | --- |
| 예선 라운드 (주최국: 통가 누쿠알로파)              | 예선 라운드 (주최국: 통가 누쿠알로파)              | 예선 라운드 (주최국: 통가 누쿠알로파)              | 2016년 8월 24일 (뉴질랜드 오클랜드) | 2017년 1월 28일 ~ 2월 3일                                                                                             |
| 조별 리그 (주최국: 누벨칼레도니, 뉴질랜드, 타히티) | 조별 리그 (주최국: 누벨칼레도니, 뉴질랜드, 타히티) | 조별 리그 (주최국: 누벨칼레도니, 뉴질랜드, 타히티) | 2016년 8월 24일 (뉴질랜드 오클랜드) | A조: 2017년 2월 25일 ~ 3월 3일 B조: 2017년 2월 26일 ~ 3월 4일 C조: 2017년 3월 11일 ~ 18일 D조: 2017년 3월 11일 ~ 17일 |
| 준결승전                                           | 준결승전                                           | 준결승전                                           | 2017년 3월 20일 (뉴질랜드 오클랜드) | 2017년 4월 8일 ~ 16일                                                                                                 |
| 결승전                                             | 결승전                                             | 결승전                                             | 2017년 3월 20일 (뉴질랜드 오클랜드) | 2017년 4월 30일 ~ 5월 7일                                                                                             |

## 시드 배정
2017년 OFC 챔피언스리그 예선 라운드와 조별 리그의 추첨은 OFC 본부가 있는 뉴질랜드에서 현지 시각으로 2016년 8월 24일 12:30 (UTC+12:00)에 진행되었다.
| 포트 1                                                           |
| ---------------------------------------------------------------- |
| - 루프 올레 소아가 - 푸아이쿠라 FC - 우툴레이 유스 - 베이통고 FC |

조별 리그에 진출한 16개 팀은 4개 팀씩 총 4개 조로 나뉘어 경기를 치르게 되며, 같은 국가에 소속된 팀은 반드시 각각 다른 조에 속해야 한다. 아래의 기준으로 시드 배정을 실시한다.
- 1번 시드 ~ 11번 시드는 2016년 OFC 챔피언스리그에서의 팀 성적을 기준으로 배정한다.
- 12번 시드 ~ 14번 시드는 2016년 OFC 챔피언스리그에서의 협회 성적을 기준으로 배정한다.
- 15번 시드와 16번 시드는 예선 라운드 1위와 2위를 배정한다.

| 포트 1                                                     | 포트 2                                                     | 포트 3                                                                   | 포트 4                                                                                     |
| ---------------------------------------------------------- | ---------------------------------------------------------- | ------------------------------------------------------------------------ | ------------------------------------------------------------------------------------------ |
| 1. 오클랜드 시티 FC 2. 팀 웰링턴 3. AS 마장타 4. AS 테파나 | 1. 말람파 리바이버스 FC 2. 마당 FC 3. 바 FC 4. 마리스트 FC | 1. 레와 FC 2. 레이 시티 드웰러스 FC 3. 이앙겐 스포르 4. AS 상트랄 스포르 | 1. 에라커 골든 스타 FC 2. 웨스턴 유나이티드 FC 3. 예선 라운드 1위 팀 4. 예선 라운드 2위 팀 |

주
1. 1 2 3 4 5 6 7  쿡 제도, 피지, 솔로몬 제도, 바누아투 소속의 클럽들은 당시 확정되지 않았다.
2. ↑  PRK 헤카리 유나이티드의 실격으로 차순위 팀인 마당 FC로 대체되었다.

## 예선 라운드
예선 라운드의 모든 경기는 통가의 누쿠알로파에서 2017년 1월 28일부터 2월 3일까지 열린다. 모든 시간은 현지 시간을 따른다. (UTC+13). 4개의 팀은 라운드-로빈 방식으로 경기를 치른다. 조 1위와 2위는 조별 리그에 자동 진출한 12개 팀과 함께 조별 리그전을 펼친다.